# Sea Captains Carousing in Surinam
Sea Captains Carousing in Surinam is een olieverfschilderij van de Amerikaanse kunstschilder John Greenwood, gemaakt tussen 1752 en 1758. 
Greenwood vervaardigde het schilderij in opdracht van de afgebeelde personen tijdens een van hun handelsreizen naar Suriname in de jaren 1750, vermoedelijk met het oog op hun eigen vermaak. Gedurende deze periode woonde Greenwood zelf in Suriname. 

## Afbeelding
Het schilderij toont een satirische scène in een herberg in Suriname, waarin een groep voornamelijk kooplieden en zeekapiteins uit Rhode Island zich te goed doet aan drank en vermaak. Dit werk wordt beschouwd als het eerste genrestuk in de Amerikaanse kunstgeschiedenis.
Onder de geportretteerde figuren bevinden zich Nicholas Cooke, zittend aan tafel en pratend met Esek Hopkins terwijl hij een pijp rookt. Joseph Wanton is afgebeeld, bewusteloos in een stoel, terwijl Stephen Hopkins een drankje, vermoedelijk rum punch, over Wantons hoofd giet. Een andere, niet-geïdentificeerde persoon wordt getoond terwijl hij in zijn zak braakt. Zowel Cooke als Wanton werden later gouverneurs van Rhode Island. Esek Hopkins diende als commandant van de Continental Navy tussen 1775 en 1778, en Stephen Hopkins, een van de Founding Fathers, was ondertekenaar van de Amerikaanse Onafhankelijkheidsverklaring in 1776.
Greenwood voegde ook een zelfportret toe, te zien in de deuropening met een kaars in de hand. Een andere figuur, geïdentificeerd als Daniel Jenckes, zit met zijn rug naar de tafel gekeerd. Twee matrozen zijn aan het dansen, waarbij Nicholas Power mogelijk een dansles geeft aan de jonge Godfrey Malbone. Andere figuren zijn bezig met roken, kaarten of slapen. Tussen de blanke handelaren bevinden zich ook enkele donkergekleurde bedienden, mogelijk tot slaaf gemaakten, die schaars gekleed drankjes in grote kommen serveren.

## Provenance
Het schilderij was van de jaren 1750 tot in de twintigste eeuw eigendom van de familie Jenckes uit Providence, Rhode Island. In 1948 werd het verworven door het Saint Louis Art Museum in St. Louis, Missouri.
Een kopie van het schilderij hing in de Dixiebar.

## Materiaal en afmetingen
Het werk is geschilderd met olieverf op beddetijk en heeft afmetingen van 95,9 bij 190,5 cm.